# V518 Carinae
Désignations
V518 Carinae, également désignée HR 4196 ou HD 92938, est une étoile variable de cinquième magnitude de la constellation australe de la Carène. Elle fait partie du brillant amas ouvert IC 2602, localisée à seulement cinq minutes d'arc de Theta Carinae, son membre le plus brillant. L'étoile présente une parallaxe annuelle de 6,75 ± 0,08 mas telle que mesurée par le satellite Gaia, ce qui permet d'en déduire qu'elle est distante de 148,11 ± 1,85 pc (∼483 al) de la Terre.

## Variabilité

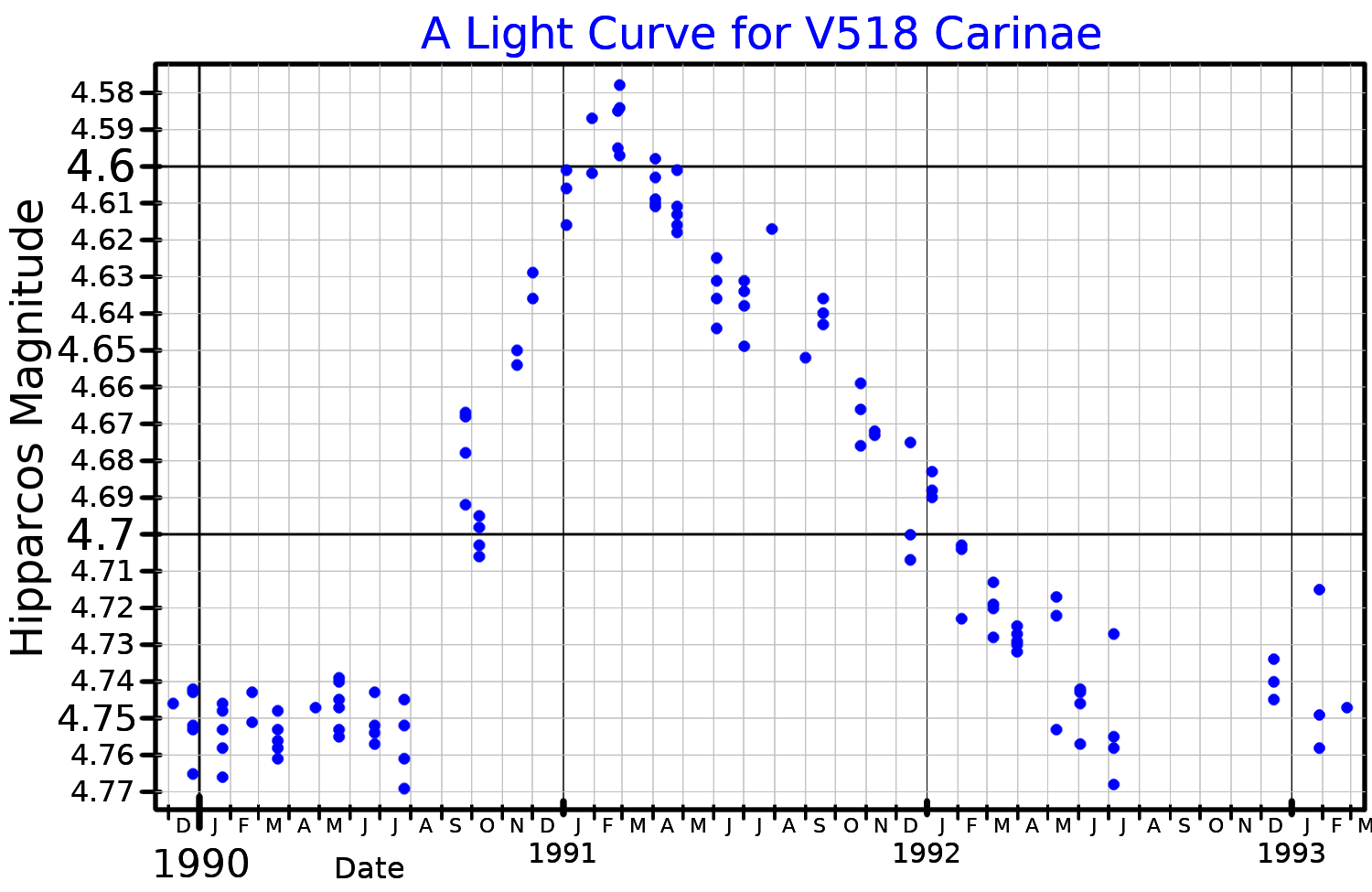
Courbe de lumière de V518 Carinae, réalisée à partir des données du satellite Hipparcos.

On a découvert que la luminosité de V518 Carinae variait à la suite de l'analyse de la photométrie du satellite Hipparcos. L'amplitude observée de ces variations est de 0,2 magnitude, avec des possibles périodes de 100 et 971 jours. Elle est classée comme une variable de type  γ Cassiopeiae,.

## Propriétés
V518 Carinae est une étoile bleu-blanc de la séquence principale de type spectral B3V. Elle est cataloguée comme une étoile à hélium, un type d'étoile chimiquement particulière qui présente des raies d'absorption anormalement fortes de l'hélium dans son spectre et des raies de l'hydrogène relativement faibles. Elle est possiblement une traînarde bleue.
V518 Carinae est également une étoile Be connue, c'est donc une étoile chaude qui présente des raies d'émission dans son spectre en raison de la présence d'un disque de matériel en orbite. Les étoiles Be qui montrent des variations irrégulières de luminosité en raison de leur disque sont regroupées au sein des variables de type γ Cassiopeiae, dont fait partie V518 Carinae. L'étoile est connue pour produire des éruptions de disque qui durent plusieurs centaines de jours.